# الدوري الأمريكي لكرة السلة للمحترفين 2004–05
الدوري الأمريكي لكرة السلة للمحترفين 2004–05 (بالإنجليزية: 2004–05 NBA season)‏ هو الموسم 59 من إن بي أي. أقيم خلال الفترة 2 نوفمبر 2004 وحتى 23 يونيو 2005، وأشرف على تنظيمه إن بي أي، وكان عدد الأندية المشاركة فيه 30، وفاز فيه سان أنطونيو سبرز.